# Memorial dos Direitos Civis

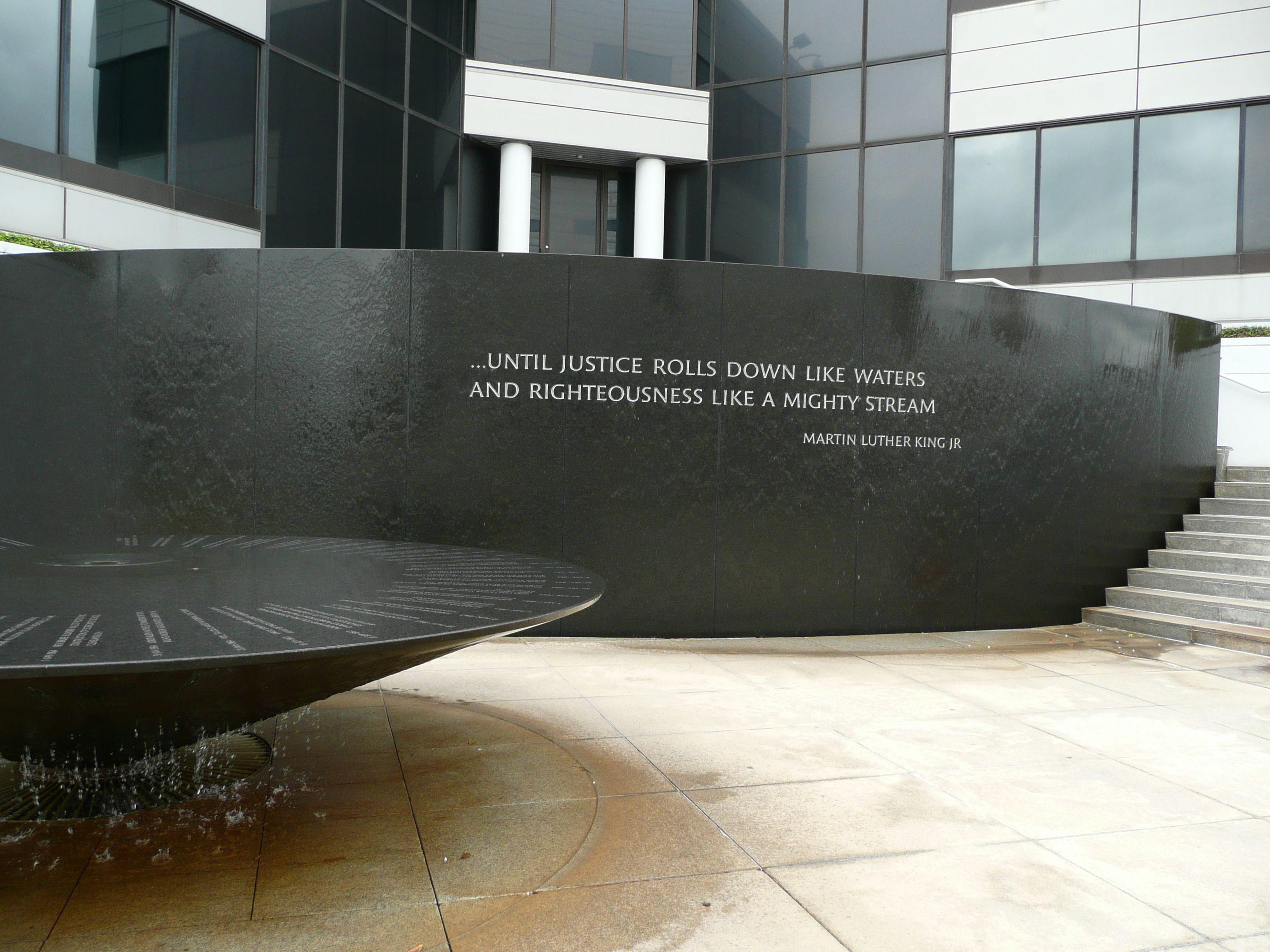
O Memorial dos Direitos Civis

O Memorial dos Direitos Civis (em inglês:  Civil Rights Memorial) é um memorial americano situado em Montgomery, Alabama, criado por Maya Lin. Os nomes de 41 pessoas estão inscritos na fonte de granito como mártires que foram mortos no movimento pelos direitos civis. O memorial é patrocinado pelo Southern Poverty Law Center.

## Projeto
Os nomes incluídos no memorial pertencem àqueles que foram mortos entre 1955 e 1968. As datas escolhidas representam uma época em que a segregação legalizada era proeminente. Em 1954, a Suprema Corte dos Estados Unidos decidiu no caso Brown v. Board of Education que a segregação racial nas escolas era ilegal e 1968 é o ano do assassinato de Martin Luther King Jr.. O monumento foi criado por Maya Lin, que também criou o Monumento aos Veteranos do Vietname em Washington, D.C.. O Memorial dos Direitos Civis foi dedicado em 1989.
O conceito do projeto de Lin é baseado no efeito calmante e curativo da água. Foi inspirado por uma passagem do discurso "Eu Tenho um Sonho" de King de 1963: "...não ficaremos satisfeitos até que a justiça role como águas e a retidão como um poderoso riacho..." A citação na passagem, que está inscrita no memorial, é uma paráfrase direta de Amós 5:24, conforme traduzido na Versão padrão americana da Bíblia. O memorial é uma fonte na forma de um cone de pedra invertido assimétrico. Uma película de água flui sobre a base do cone, que contém os 41 nomes incluídos. É possível tocar na película lisa de água e alterá-la temporariamente, o que rapidamente retorna à suavidade. O memorial é projetado em uma linha do tempo. Começa com Brown v. Board em 1954 e termina com o assassinato de Martin Luther King Jr. em 1968.

## Passeios e localização
O memorial fica no centro de Montgomery, na 400 Washington Avenue, em uma praça aberta em frente ao Centro Memorial dos Direitos Civis, que era o escritório do Southern Poverty Law Center até que ele se mudou do outro lado da rua para um novo prédio em 2001. O memorial pode ser visitado livremente 24 horas por dia, 7 dias por semana.
O Centro Memorial dos Direitos Civis oferece visitas guiadas em grupo, com duração aproximada de uma hora. As visitas estão disponíveis mediante agendamento, de segunda a sábado.
O memorial fica a apenas alguns quarteirões de outros locais históricos, incluindo a Igreja Batista Memorial King da Avenida Dexter, o Capitólio Estadual do Alabama, o Departamento de Arquivos e História do Alabama, as esquinas onde Claudette Colvin e Rosa Parks embarcaram em ônibus em 1955, nos quais mais tarde se recusariam a ceder seus assentos, e a Biblioteca e Museu Rosa Parks.

## Nomes incluídos

### "Mártires dos Direitos Civis"
Os 41 nomes incluídos no Memorial dos Direitos Civis são os de:
- Louis Allen
- Willie Brewster
- Benjamin Brown
- Johnnie Mae Chappell
- James Chaney
- Addie Mae Collins
- Vernon Dahmer
- Jonathan Daniels
- Henry Hezekiah Dee
- Roman Ducksworth Jr.
- Willie Edwards
- Medgar Evers
- Andrew Goodman
- Paul Guihard
- Samuel Hammond Jr.
- Jimmie Lee Jackson
- Wharlest Jackson
- Martin Luther King Jr.
- Bruce W. Klunder
- George W. Lee
- Herbert Lee
- Viola Liuzzo
- Denise McNair
- Delano Herman Middleton
- Charles Eddie Moore
- Oneal Moore
- William Lewis Moore
- Mack Charles Parker
- Lemuel Penn
- James Reeb
- John Earl Reese
- Carole Robertson
- Michael Schwerner
- Henry Ezekial Smith
- Lamar Smith
- Emmett Till
- Clarence Triggs
- Virgil Lamar Ware
- Cynthia Wesley
- Ben Chester White
- Sammy Younge Jr.

### "Os Esquecidos"
"Os Esquecidos" são 74 pessoas que são identificadas em uma exibição no Centro Memorial dos Direitos Civis. Esses nomes não foram inscritos no memorial porque não havia informações suficientes sobre suas mortes na época em que o memorial foi criado. No entanto, acredita-se que essas pessoas foram mortas como resultado de violência motivada racialmente entre 1952 e 1968.
- Andrew Lee Anderson
- Frank Andrews
- Isadore Banks
- Larry Bolden
- James Brazier
- Thomas Brewer
- Hilliard Brooks
- Charles Brown
- Jessie Brown
- Carrie Brumfield
- Eli Brumfield
- Silas (Ernest) Caston
- Clarence Cloninger
- Willie Countryman
- Vincent Dahmon
- Woodrow Wilson Daniels
- Joseph Hill Dumas
- Pheld Evans
- J. E. Evanston
- Mattie Greene
- Jasper Greenwood
- Jimmie Lee Griffith
- A. C. Hall
- Rogers Hamilton
- Collie Hampton
- Alphonso Harris
- Izell Henry
- Arthur James Hill
- Ernest Hunter
- Luther Jackson
- Ernest Jells
- Joe Franklin Jeter
- Marshall Johnson
- John Lee
- Willie Henry Lee
- Richard Lillard
- George Love
- Robert McNair
- Maybelle Mahone
- Sylvester Maxwell
- Clinton Melton
- James Andrew Miller
- Booker T. Mixon
- Nehemiah Montgomery
- Frank Morris[8]
- James Earl Motley
- Sam O'Quinn
- Hubert Orsby
- Larry Payne
- C. H. Pickett
- Albert Pitts
- David Pitts
- Ernest McPharland
- Jimmy Powell
- William Roy Prather
- Johnny Queen
- Donald Rasberry
- Fred Robinson
- Johnny Robinson
- Willie Joe Sanford
- Marshall Scott Jr.
- Jessie James Shelby
- W. G. Singleton
- Ed Smith
- Eddie James Stewart
- Isaiah Taylor
- Freddie Lee Thomas
- Saleam Triggs
- Hubert Varner
- Clifton Walker[9]
- James Waymers
- John Wesley Wilder
- Rodell Williamson
- Archie Wooden